# Linhares (tiểu vùng)
Linhares là một tiểu vùng thuộc bang Espírito Santo, Brasil. Tiều vùng này có diện tích 6929 km², dân số năm 2007 là 249960 người.